# Michael W. Driesch
Michael W. Driesch (* 9. November 1963 in Duisburg) ist ein deutscher Filmemacher, Autor und Unternehmer.

## Leben
Driesch wuchs in Duisburg-Rheinhausen auf, studierte Wirtschaftswissenschaften mit Abschluss Diplom-Kaufmann an der Universität Duisburg und promovierte an der Universität Witten/Herdecke zum Dr. rer. pol. Er ist Mitglied bei Intertel.
Er dreht seit 1979 Kurzfilme, darunter auch den 1999 entstandenen Mysteryfilm Carmare, mit Barbara Schöneberger und Steffen Gräbner in den Hauptrollen.

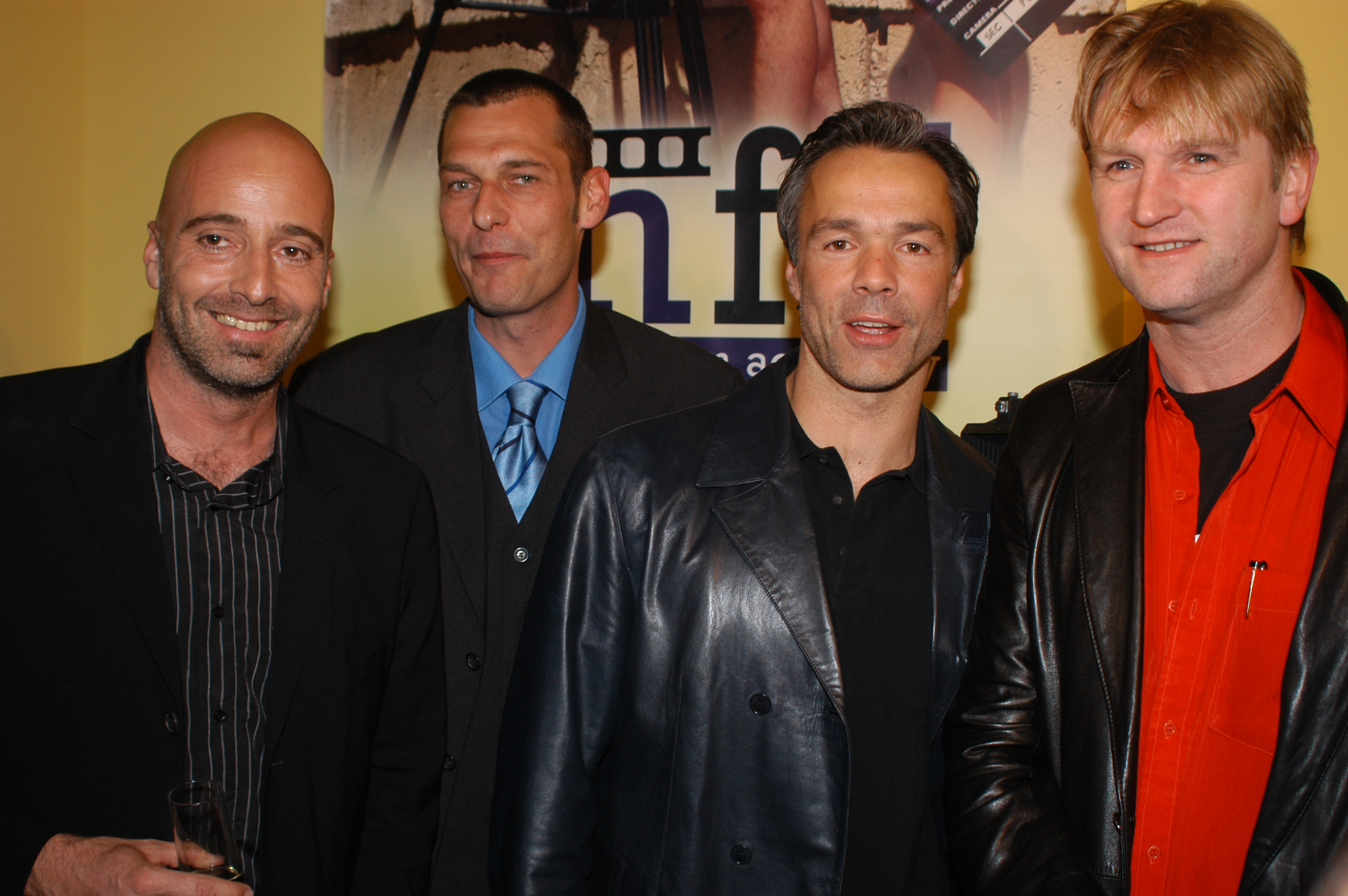
Michael W. Driesch, Lou Binder, Hannes Jaenicke und Detlev Buck (v. l. n. r.) bei der Eröffnung der MFA im Jahr 2004.

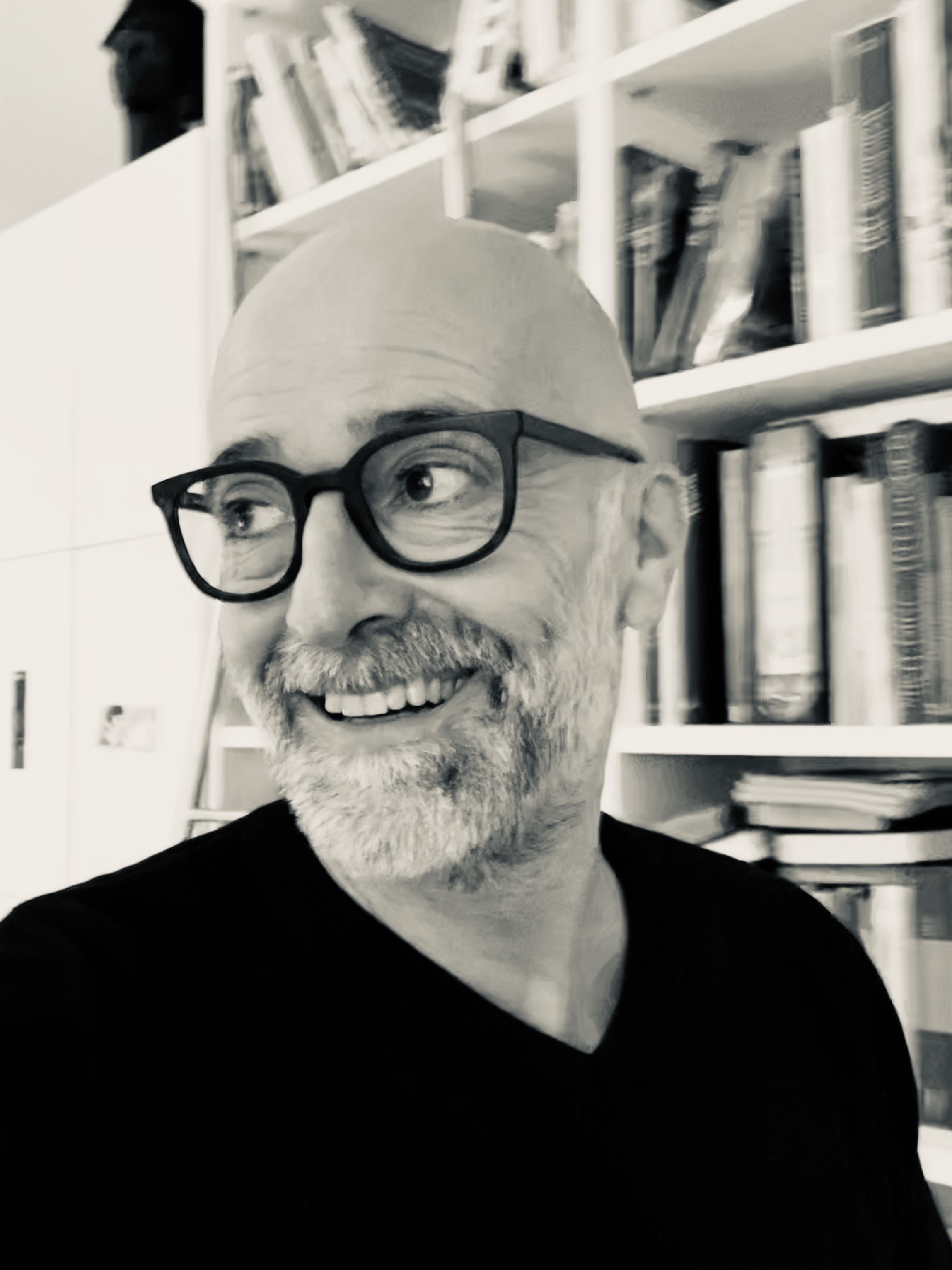
Michael W. Driesch im Dezember 2019

2003 gründete er die Mallorca Film Academy (MFA), in deren Beirat unter anderem Dieter Wedel, Hannes Jaenicke, Detlev Buck und der spanische Oscar-Preisträger Fernando Trueba saßen. Das Unternehmen zog 2007 nach München und firmierte in „München Film Akademie“ um.
2008 drehte er unter dem Pseudonym Doc Miguel den Mockumentary Die Eylandt Recherche. Der Film floppte an den Kinokassen.
Am 9. November 2017 wurde Drieschs Kinderfantasyfilm Max Topas – Das Buch der Kristallkinder nach dem gleichnamigen Roman von Miguel G. Baldío in der Düsseldorfer UCI-Kinowelt uraufgeführt. Der Film war Eröffnungsfilm des 30. Bielefelder Kinderfilmfests 2018 und gewann das Festival als „Bester Film“. Deutscher Kinoverleih ist W-film aus Köln.
Im November und Dezember 2018 drehte Driesch seinen ersten internationalen, englischsprachigen Spielfilm, Frieda – Coming Home, der im Januar 2020 auf dem Snowdance Independent Film Festival seine Weltpremiere feierte. Der Mysterythriller spielt in New York und in einem Haus an den Niepkuhlen in Krefeld.
Driesch lebt nach einigen Jahren auf Mallorca heute in Düsseldorf. Er war unter anderem geschäftsführender Direktor einer Filmproduktions-SE in Düsseldorf, Geschäftsführer eines Beratungs- und Beteiligungsunternehmens und arbeitet seit den 1990er-Jahren als Autor und Ghostwriter. Er ist Vorstand des Düsseldorfer Kunst- und Kulturvereins MARAMAX art & culture e.V.

## Trivia
Im Jahr 1978 war Driesch Insasse der von Mallorca kommenden Spantax-Passagiermaschine, die ohne Vorwarnung mit eingezogenem Fahrwerk auf dem Köln-Bonner-Flughafen landete und in Brand geriet.
1999 wurde er von den Lesern der „com! online“ zum „Mr. Glatze“ gekürt.

## Veröffentlichungen (Auswahl)
- 2014: Mythos Kunst, ISBN 978-3-89978-500-5
- 2015: Der Glaube zu (W/w)issen – Über die alltägliche Illusion, die Wahrheit zu kennen, ISBN 978-3-89978-501-2
- 2017: Max Topas – Das Buch der Kristallkinder (unter dem Pseudonym Miguel G. Baldìo), ISBN 978-1-5496-7082-4

## Filmografie (Auswahl)
- 1999: Carmare
- 2008: Die Eylandt Recherche
- 2017: Max Topas – Das Buch der Kristallkinder
- 2020: Frieda – Coming Home